# 城中匯

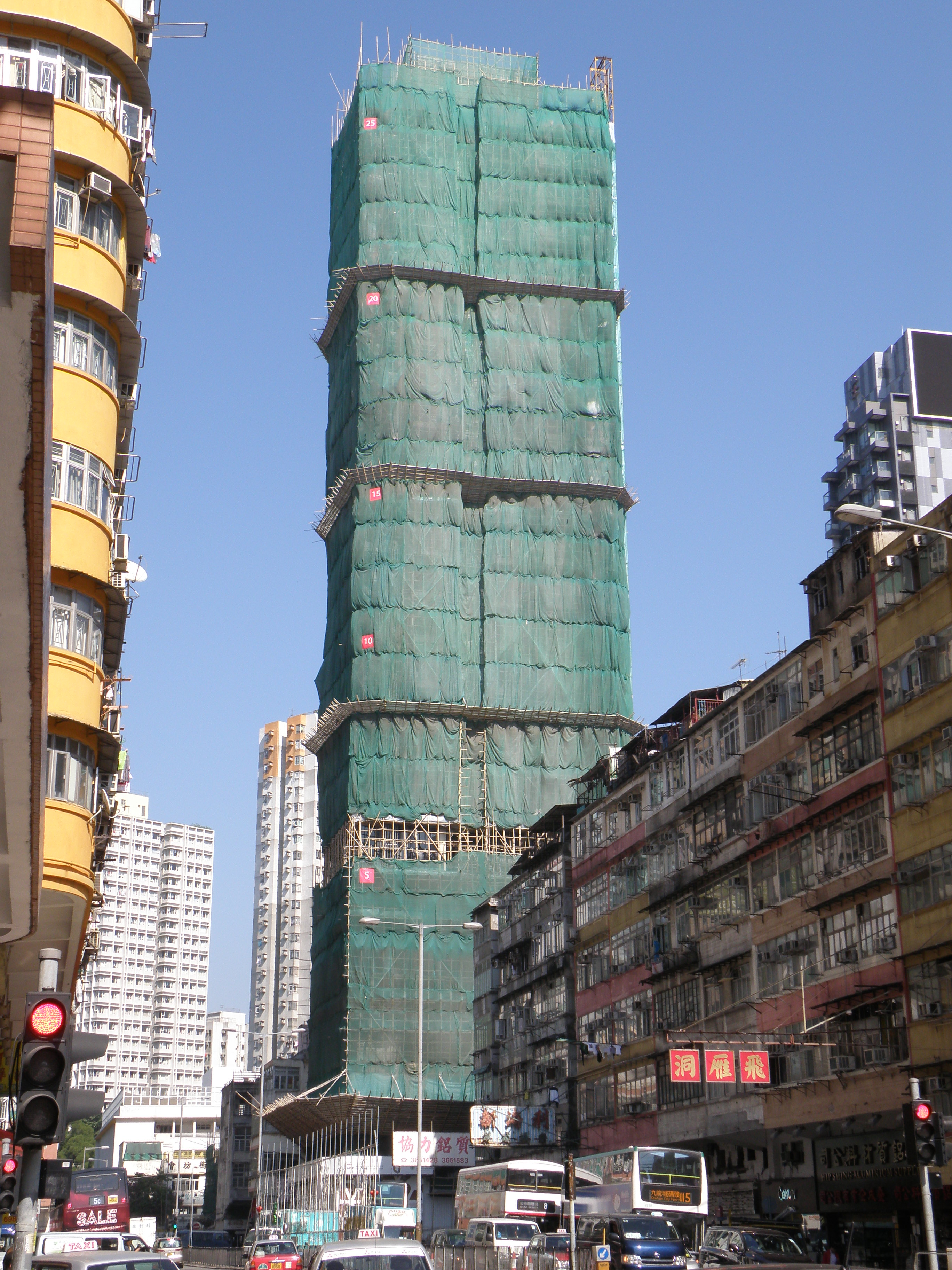
建築中的城中匯（2014年11月）

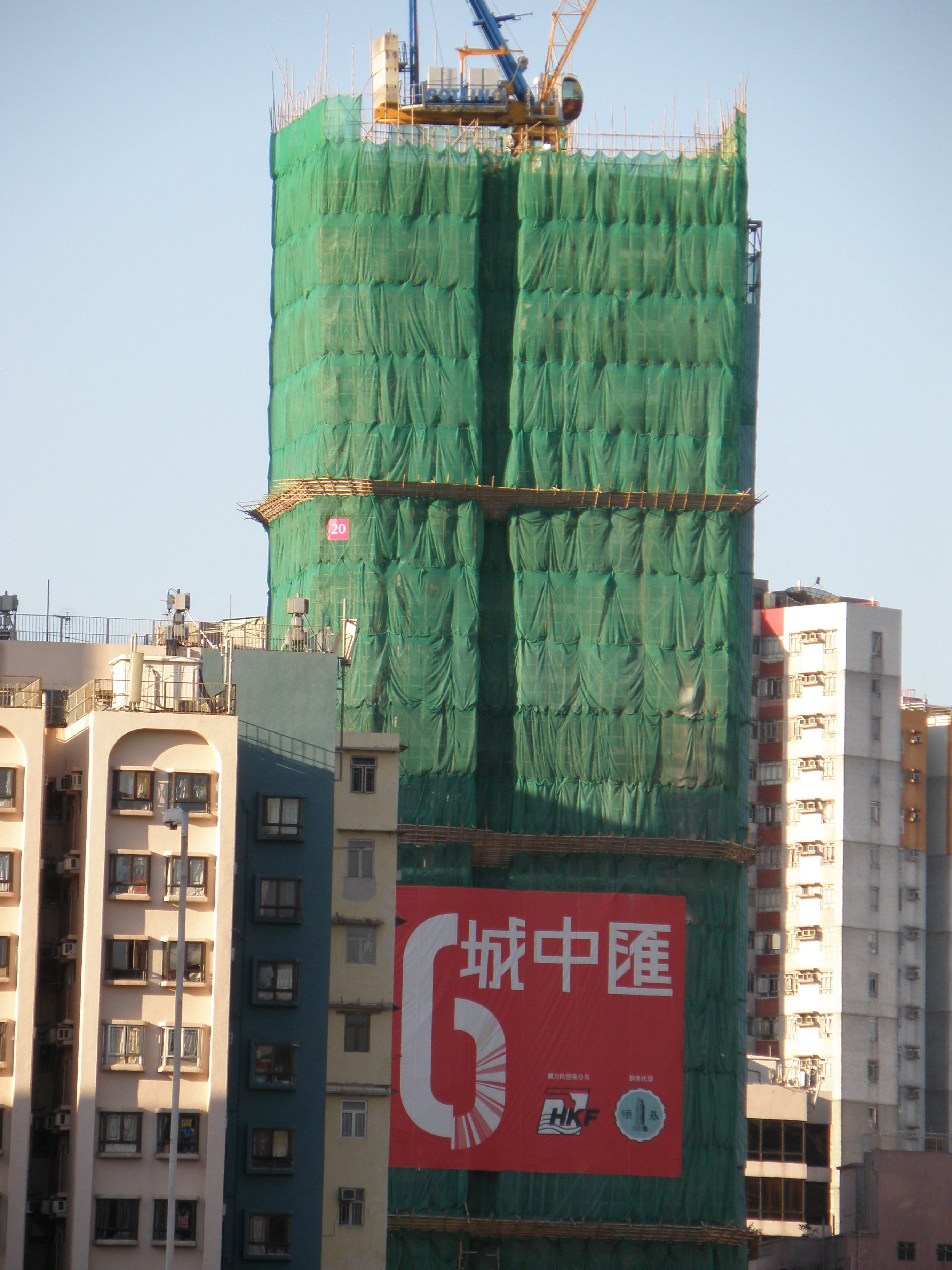
建築中的城中匯（2014年7月）

城中匯（英語：Metro 6）是香港一個私人屋苑，位於九龍紅磡寶其利街121號，由香港小輪及恒基兆業地產發展，2015年6月27日啟用。城中匯為單幢樓宇，樓高25層，提供95個住宅單位，於大廈三樓設有住客會所。單位的實用面積約由410至423平方呎，樓底則足足有10呎8吋，全為兩房單位。

## 樓盤素質
有線電視財經資訊節目《樓盤傳真》曾聯同測量師謝志堅及驗樓師詹濟南到樓盤驗樓，結果驗樓單位廚房因地台去水淤塞而導致倒灌水浸，加上發現不少空鼓瓷磚及垃圾污漬，最後單位僅得67分。

## 鄰近住宅
- 都會軒
- 海韻軒
- 半島豪庭
- 紅磡灣中心
- 黃埔花園
- 黃埔新邨
- 蕪湖居
- 御悅

## 交通
城中匯鄰近港鐵紅磡站，附近亦設有多條巴士路線及專線小巴行走。而城中匯亦鄰近紅磡海底隧道，駕駛者可以較短時間過海。

## 外部連結
- 城中匯官方網頁 （页面存档备份，存于）